# Grandrupt
Grandrupt település Franciaországban, Vosges megyében. Lakosainak száma 75 fő (2022. január 1.). Grandrupt Le Puid, Saint-Stail, Le Vermont, Saales, Châtas és La Grande-Fosse községekkel határos.

## Népesség
A település népességének változása:
| Lakosok száma | 73   | 74   | 77   | 77   | 77   | 77   | 77   | 76   | 75   |
|               | 2013 | 2015 | 2016 | 2017 | 2018 | 2019 | 2020 | 2021 | 2022 |